# Făurei
Făurei é uma cidade da Roménia com 4.626 habitantes, localizada no judeţ (distrito) de Brăila.